# French Open 1988 (Badminton)
Die French Open 1988 im Badminton fanden vom 23. bis zum 27. März 1988 in Toulouse, Frankreich, statt.  Mit einem Preisgeld von 60.000 US-Dollar wurde das Turnier als 3-Sterne-Turnier in der Grand-Prix-Wertung eingestuft.

## Finalresultate
| Disziplin    | Sieger                          | Finalist                                      | Ergebnis           |
| ------------ | ------------------------------- | --------------------------------------------- | ------------------ |
| Herreneinzel | Icuk Sugiarto                   | Morten Frost                                  | 15:10, 6:15, 15:2  |
| Dameneinzel  | Hwang Hye-young                 | Gu Jiaming                                    | 12:11, 11:8        |
| Herrendoppel | Park Joo-bong Sung Han-kuk      | Jalani Sidek Razif Sidek                      | 15:8, 12:15, 15:12 |
| Damendoppel  | Chung Myung-hee Hwang Hye-young | Chung So-young Kim Yun-ja                     | 15:9, 18:13        |
| Mixed        | Park Joo-bong Chung So-young    | Sakrapee Thongsari Piyathip Sansaniyakulvilai | 15:6, 15:6         |